# Lac Verville
Lac Verville är en sjö i Kanada.   Den ligger i regionen Saguenay–Lac-Saint-Jean och provinsen Québec, i den östra delen av landet, 500 km nordost om huvudstaden Ottawa. Lac Verville ligger 656 meter över havet. Arean är 0,34 kvadratkilometer. Den sträcker sig 0,9 kilometer i nord-sydlig riktning, och 1,2 kilometer i öst-västlig riktning.
Trakten runt Lac Verville är nära nog obefolkad, med mindre än två invånare per kvadratkilometer.